# Reideen
Reideen (らいでぃーん) est un anime japonais, remake de la série Yūsha Raideen de Yoshiyuki Tomino (1975). La série est produite par Production I.G et est réalisée par Mitsuru Hongo. L'anime est en cours de diffusion sur la chaîne satellite WOWOW et a aussi été adapté en manga.

## Synopsis
Junki Saiga est un lycéen comme les autres et doué en mathématiques. Son quotidien tranquille est troublé quand sa famille apprend que les affaires de son père - un archéologue et un chercheur sur d'anciennes civilisations qui avait disparu plusieurs années auparavant - ont été retrouvées. Parmi celles-ci des notes et des artefacts restent à identifier par la famille qui se rend sur les lieux de la découverte : des ruines situées sous une montagne pyramidale - suspectée par certains d'être une construction humaine - connue sous le nom de mont Kuromaki.
Alors qu'ils sont sur place, une météorite contenant un étrange robot tombe de l'espace et provoque d'importants dommages, jusqu'à mettre Junki en danger, et qui, au péril de sa vie, tente d'emporter les affaires de son père parmi lesquelles un mystérieux bracelet qui ne tardera pas à s'ancrer à son poignet, le rendant capable d'invoquer le fameux robot : Reideen. Dès lors Junki se voit confier la tâche de défendre la Terre de l'attaque de puissantes créatures tombées du ciel.

## Informations
- Nombre d'épisodes : 26
- Durée : 25 minutes
- Première diffusion au Japon : 3 mars 2007
- Réalisateur : Mitsuru Hongo
- Auteurs (scripts) : Masahiro Yokotani
- Musique : Yoshihiro Ike
- Character designer : Takuya Saito
- Studio : Production I.G

## Liste des épisodes
| No | Titre français                     | Titre japonais     | Titre japonais             | Date de 1re diffusion |
| No | Titre français                     | Kanji              | Rōmaji                     | Date de 1re diffusion |
| -- | ---------------------------------- | ------------------ | -------------------------- | --------------------- |
| 01 | La légende ravivée                 | 蘇る伝説           | Yomigaeru densetsu         | 3 mars 2007           |
| 02 | Le guerrier légendaire             | 伝説の勇者         | Densetsu no yu-sha         | 10 mars 2007          |
| 03 | L'ombre invisible                  | 見えない影         | Mienai kage                | 17 mars 2007          |
| 04 | Combattre l'ombre                  | 影との戦い         | Kage to no tatakai         | 24 mars 2007          |
| 05 | Les grands oiseaux volent ensemble | 白鷺集まる         | Shirasagi atsumaru         | 31 mars 2007          |
| 06 | L'oiseau devient un dieu           | 神なる鳥           | Kaminaru tori              | 7 avril 2007          |
| 07 | Nouveaux vents                     | 新たなる風         | Aratanaru kaze             | 14 avril 2007         |
| 08 | La tempête fait rage               | 疾風暴走           | Hayate bo-so-              | 21 avril 2007         |
| 09 | L'éminence de l'obscurité          | 闇を呼ぶ者         | Yami o yobu mono           | 28 avril 2007         |
| 10 | Pourfendre l'obscurité             | 切り裂け！闇を     | Kirisake! yami o           | 12 mai 2007           |
| 11 | Gadeon                             | ガディオン         | Gadion                     | 19 mai 2007           |
| 12 | La fuite de l'espace               | 宇宙からの脱走     | Uchuu kara no dassou       | 26 mai 2007           |
| 13 | Festival                           | 祭                 | Matsuri                    | 2 juin 2007           |
| 14 | Défi venant de l'abîme             | 新海からの挑戦     | Shinkai kara no chousen    | 9 juin 2007           |
| 15 | La légende dormante de la mer      | 海に眠る伝説       | Umi ni nemuru densetsu     | 16 juin 2007          |
| 16 | Les cieux de la folie              | 狂つた空           | Kurutta sora ni            | 23 juin 2007          |
| 17 | Assaut dans la tempête             | 嵐の中の襲撃       | Arashi no naka no shuugeki | 30 juin 2007          |
| 18 | L'odeur des adieux                 | さよならの匂い     | Sayonara no nioi           | 7 juillet 2007        |
| 19 | Un pouvoir indésiré                | 望まぬ力           | Nozomanu chikara           | 14 juillet 2007       |
| 20 | Temps en suspens                   | 止まつた時間       | Tomatta jikan ni           | 21 juillet 2007       |
| 21 | Le complot sinistre commence       | 動き出した謀略     | Ugokidashita boyaku ni     | 28 juillet 2007       |
| 22 | Eveille-toi puis combats           | 目覚めよそして戦え | Mezameyo soshite tatakae   | 4 août 2007           |
| 23 | Roxel, une fois de plus            | ロクセル再び       | Rokuselu,futatabi ni       | 11 août 2007          |
| 24 | Gadeon Résiste                     | ガディオン、立つ   | Gadion, tatsu              | 18 août 2007          |
| 25 | Récupérer Reiden                   | ライディーン、奪還 | Reideen, dakkan            | 25 août 2007          |
| 26 | Bataille Décisive                  | 決戦               | Kessen                     | 1er septembre 2007    |